# Учение через обучение
Учение через обучение (нем. Lernen durch Lehren) — методика обучения, основанная на процессе тренировки учениками навыка проведения занятий и подготовки материала для них. Этот метод используется в школах разных стран при проведении Дней школьного самоуправления, когда обучающиеся ведут занятия для более младших классов. В некоторых случаях учащиеся проводят все уроки в течение учебного года. Впервые методику применил на практике профессор Айхштеттского университета доктор Жан-Поль Мартан.
Цель методики — научить учащихся делиться полученными знаниями с одноклассниками или учащимися более ранних степеней обучения для усвоения материала. Педагог передает руководящую роль учащимся, но оставляет за собой право корректировать и направлять их действия, наблюдая за ходом урока.
Метод «Учение через обучение» отличается от подготовки рефератов, так как служит не только для сообщения знаний, но и для организации интерактивного общения учащихся. Приобретение временной социальной роли учеником позволяет ему ощутить ответственность за те знания, которые он передает другим ребятам.

## История
Методика известна со времён Древнего Рима, где была распространена поговорка «docendo discimus» — «обучая, учимся сами». В XIX веке эта идея стала частью концепции школ Ланкастера.
Первая монография на эту тему появились в США в 1970-х годах и в Германии в 1975.
Более тщательно разрабатывать концепцию начали в начале 1980-х годов, когда Жан-Поль Мартан развил и научно обосновал в различных публикациях подобный метод преподавания французского языка.
Идеи других учёных также исследовались и оказывали влияние на «Lernen durch Lehren»   (Renkel, 1997 ), но метод получил распространение прежде всего из-за основанной в 1987 году профессором Мартаном сети, которая охватывает несколько тысяч учителей. Они применяют метод «Учение через обучение» в преподавании различных предметов, документируют уроки и представляют метод на курсах повышения квалификации учителей.
С 2001 года «Учение через обучение» переживает подъём в связи с вводимыми по всей Германии школьными реформами. Однако университетская педагогика и дидактика в Германии не рассматривают метод «Учение через обучение». Отдельные эпизоды использования опираются на англоязычное исследование «Learning by teaching».

## Развитие метода с начала XXI века

### Теоретические основы
«Учение через обучение» основывается на следующих компонентах: педагогическо-антропологическом, учебно-теоретическом и систематическом, предметно-направленном и содержательном.
С точки зрения педагогически-антропологического аспекта «Учение через обучение» ссылается на пирамиду потребностей Маслоу. Задача передавать другим знания должна удовлетворять потребности в надёжности (структура самосознания), социальном контакте и социальном признании, а также в самореализации и смысле (трансцендентность). Относительно потребности в трансцендентности следуют следующей логике: ввиду направленных на человечество проблем не подлежит сомнению то, что необходимо мобилизовать как можно больше интеллектуальных ресурсов; это происходит на уроке по методу «Учение через обучение» в большей степени.
Учебно-теоретический и систематический аспект противопоставлен традиционному способу передачи учебного материала. В то время как на уроке, центром которого является учитель, происходит как правило рецептивное восприятие учебного материала, построение знаний по методу «Учение через обучение» востребовано учащимися. Исходя из подготовленной, но ещё не систематизированной на уроке информации, учащиеся стоят перед задачей преобразовать эту информацию путём оценивания, взвешивания и систематизации в знания (Linearitaet a posteriori). Этот процесс может произойти только на основе интенсивной коммуникации.
С точки зрения предметно-направленного и содержательного аспекта (здесь: направленный на преподавание иностранного языка) этот метод должен устранить существующее с давних пор кажущее противоречие между привыканием (бихевиористский компонент), соотношением материала (когнитивный компонент) и аутентичным взаимодействием (коммуникативный компонент). В содержательном плане применение метода «Учение через обучение» требует, чтобы учебный материал служил поводом для размышления. При работе с учебником его содержание предъявляется учащимися. Если работа с учебником закончена, то предполагается, что учащиеся сами в рамках проектов вырабатывают новые знания и сообщают их классу. На этом этапе (с 11 класса до окончания школы) мотивация школьников сильно зависит от качества содержания. Школьники должны чувствовать, что они при таком обсуждении готовятся к будущему (трансцендентное отношение: потребность в смысле).

### Практическое применение
Перед рассмотрением новой темы учитель распределяет материал малыми дозами. Формируются группы школьников (максимально три ученика), и каждая группа получает часть материала и задание сообщить его всему классу. Ученики, получившие задание, готовят урок (увлекательные импульсы, смена социальных форм и так далее). Во время такой подготовки, которая происходит на уроке, учитель поддерживает отдельные группы учеников и даёт рекомендации и советы. Быстро выясняется, что ученики — а именно в целом от начального до старшего этапа — прекрасно справляются с этой задачей. Они могли наблюдать в течение учебных лет, какие приёмы применяет учитель. Родители и учителя сильно недооценивать методические способности учеников. После фазы освоения оказывается, что ученики располагают высоким потенциалом. Сразу же нужно обратить внимание на то, что метод «Учение через обучение» ни в коем случае не должен быть понят как фронтальный урок, проводимый учениками. Ведущие урок ученики, имея в своём распоряжении соответствующие средства, должны постоянно убеждаться, что вся информация понятна тем, кому она адресована (коротко спрашивать, обобщать, вплетать партнёрскую работу). Здесь учитель должен вмешиваться, если он понимает, что коммуникация не удаётся или что применяемые учениками приёмы мотивации не срабатывают.
Большинство учителей используют метод частично и/или только в некоторых, особенно подходящих классах. Они сообщают о следующих преимуществах и недостатках:
Преимущества:
- Материал прорабатывается интенсивнее и ученики существенно активнее;
- Ученики приобретают дополнительно к предметным знаниям ключевые умения:
  - Способность работать в команде;
  - Способность к планированию;
  - Надёжность;
  - Презентация и комментирование;
  - Самосознание.

Недостатки
- Большая затрата времени при введении метода;
- Большая затрата труда учеников и учителей;
- Опасность однообразия, если учитель не даёт никаких методических подсказок;
- Справедливая неуверенность при оценивании;
- Сохранение фронтальной коммуникации «один говорит — остальные молчат».

## «Учение через обучение» в отдельных областях применения
Метод «Учение через обучение» находит своё применение во всех типах школ и по всем предметам. Он рекомендуется во многих учебных планах как открытый, активирующий выбор учащихся и применяется как методический прием и вне урока (например, федеральная пограничная охрана). «Учение через обучение» можно применять как в особых учебных группах, например, высокоодаренных, а также в различных культурах, примером может служить Япония. На научном уровне этот метод привлек внимание ученых, занимающихся исследованиями мозга.

### «Учение через обучение» в различных образовательных учреждениях
- Высшее учебное заведение: Студентам даётся возможность, тренировать мышление, чтобы тем самым производить знания. Исследование и учение гармонично соединяются. Они соответствуют тем самым идеалу университетского учебного процесса. Этот метод оказался стимулирующим и соответствующим требованиям современного мира труда, способным прежде всего отграничить традиционный многократно детализированный материал от сути; в завершении исследуют студенты (в команде) подробно и с помощью различной постановкой вопросов интересующую их тему. «Учение через обучение» можно применять основательно также в университете по любому предмету и с каждой группой (особенно группы с количеством от 15 до 35 участников). Сообщение об опыте применения с теоретическим обоснованием, практическими указаниями и списком литературы можно найти на сайте LdL (см. статью J. Grzega).
- Гимназия: «Учение через обучение» было развито в гимназиальном образовании и опыт имеется в этом типе школ. Причиной интереса к этому методу лежит среди прочего в том, что педагогически-дидактический компонент при образовании учителей гимназий по отношении к другим учителя минимален, так что имеется потребность в дидактических концепциях. Кроме того, в отличие от других активирующих учащихся методов (например, работа на свободную тему или кружок) «Учение через обучение» воспринимается как метод, требующий большей познавательности.
- Семилетняя школа (Realschule): Суть образования в школе такого типа заключается в том, что школьникам необходимо сообщать не только научно обоснованные знания, но и готовить их к миру труда в связи с практической деятельностью. Через «Учение через обучение» приобретают они необходимые качества и ключевые умения как самостоятельность, способность к презентации, добросовестность, терпение, гибкость и прилежание, востребованные миром труда. Для учителей метод «Учение через обучение» предлагает кроме того возможность не только допустить творчество и разнообразие в ход урока, но и целенаправленно способствовать этому.
- Девятилетняя школа (Hauptschule): Практическая ориентация большинства предметов в школе данного типа предлагает поле деятельности для метода «Учение через обучение». Именно здесь видны преимущества собственной деятельности, так как ученики таких школ из-за не успехов на уроке в течение школьной жизни становятся пассивными. Путём собственной презентации и обучения однородной, в отличие от начальной школы, группы удаётся повысить самоуверенность, вновь обрести радость от учения и обратную связь. Весь комплекс предметов школ такого типа подходит, так как имеется среди школ много практиков, основанных на опыте. В рамках проекта Modus21 имеет метод «Учение через обучение» доступ в Баварскую школьную дисциплину.
- Начальная школа: Как раз в начальной школе «Учение чрез обучение» может быть конкретно реализован. Часто стремления становятся очевидны, если учителя хорошо успевающих учеников ставят в качестве помощников к слабо успевающим ученикам. Участие учеников в качестве обучающих в смысле метода «Учение через обучение» многократно было на уроке математики (см. сайт LdL, статьи P. Chott). Благоприятно для этого например введение и тренировка письменного сложения и письменного умножения. Также тренировку различных математических тем учениками на уроке можно организовать под руководством учителя.
- Профтехучилища и техникумы: В государственных BOS/FOS Фюрта были собран первый опыт применения метода «Учение через обучение» в 2004—2005 учебном году.

### «Учение через обучение» по различным предметам
- Химия: Во время сообщения повседневных химических и физических знаний этот метод применяется в рамках внеурочных экспериментов для учащихся начальной школы и на проектных уроках гимназий. В обоих случаях учащиеся гимназий выступают в роли обучающих. В первом случае обучающие должны особенно изучить дидактически упрощённое объяснение, а также механизм действия и управления мыслительными процессами и процессом решения проблем у учащихся начальной школы. Во втором случае в центре стоит наряду с усвоением и углублением собственных специальных знаний по химии сообщение самостоятельно приобретённых знаний, а также лично ответственное руководство и ведение команды (см. сайт Uni-Halle: Didaktik Chemie, K. Prokoph).
- Немецкий язык (в качестве родного): Как правило именно  урок немецкого языка занимает ведущую роль во время тренировки различных умений и методов. Применение метода «Учение через обучение» оказался здесь подходящим и мотивирующим методом для охватывающего воспитания самостоятельности школьников, а также формирования социальной, коммуникативной, методологической и деловой компетентности. Самостоятельно разрабатываемые тематические блоки и материалы должны быть сначала подготовлены учителем в соответствии с возрастом, так чтобы не возникало никаких завышенных требований презентирующей группы. Так как бывает немного коммуникативных проблем (родной язык), то разнообразные и часто желаемые креативные результаты презентации и фазы являются результатом самостоятельной работы. В зависимости от класса и возраста должен учитель однако все время заранее выяснить, поняла ли группа учебный материал, который она должна сообщить, чтобы тем самым гарантировать, что учебная цель может быть достигнута у всех учащихся.
- Урок иностранного языка: Привлекательным в методе «Учение через обучение» является то, что он устраняет кажущуюся несовместимость между познанием, привыканием и коммуникацией. 1) Познавательные цели обучения достигаются тем, что учащиеся, ведущие урок, обращают внимание своих одноклассников на содержание, 2) Автоматизация языковых структур достигается тем, что учащиеся требуют полного общения на уроке (75 % составляет участие учащихся в коммуникации на уроке против 25 % на уроке, где в центре-учитель) и это ведёт к ситуативному повторению языковых структур, и 3) коммуникативный компонент реализуется, когда учащиеся говорят с коммуникативным намерением, так как они действительно хотят передать смысл.
  - Немецкий язык как иностранный: Как и при преподавании любого языка метод «Учение через обучение» годится для неограниченного применения на всех уровнях преподавания немецкого языка как иностранного, начиная с начального (нулевого) этапа и до семестровых проектов (напр., современный немецкий фильм, история философии и т. д.) с продвинутыми учащимися. Даже сначала вынужденно мотивированные учащиеся (обязательный иностранный язык), мало увлечённые изучением иностранного языка (из-за собственного негативного школьного опыта), благодаря данному методу с интересом, продолжительное время изучают язык, так как «Учение через обучение» побуждает их как к активному, так и позитивному изложению учебного материала.
  - Английский язык: Может быть применён во всех классах, методически востребован из-за всё возрастающего значения предмета во всем мире. Вначале рекомендуется вести беседу, соответствующую уровню класса. Комплексность и охват материала, излагаемого самими учениками, постепенно повышается: от пятиминутного чтения до полного ведения урока.

### «Учение через обучение» со способными учащимися
Как показывает имеющийся опыт, для способных учащихся этот метод особенно подходит, так как он располагает колоссальным детальным знанием из различных областей. Если метод применён правильно, то учащиеся очень быстро понимают преимущества данного метода преподавания, так как он соответствует их естественной потребности в коммуникации и их интересам.

### «Учение через обучение» с точки зрения исследования мозга
Учение — это органическая производительность мозга и основывается на согласованности молекулярных, клеточных и системных нейронных процессов в смежных подсистемах моторики, сенсорики и ассоциации. Ограниченные целью развиваются индивидуальные диспозиции для избирательных способностей, которые включают моторику, мышление, приобретение языковых и художественных умений и мотивационное и эмоциональное поведение. Представлено, что (1) учение происходит в маленьких и больших контурах регулирования, которые стабилизируются селективно путём структурного и функционального согласования; (2) учение следует правилам и всегда переносится из индивидуальной мотивационной и эмоциональной динамики и создаются предпосылки для успеха в учении; (3) сенсомоторные и ассоциативные контуры регулирования включаются, усиливаясь, в учебный процесс, что обозначает «Учение через обучение».

## Дальнейшее развитие
Профессор Мартан ориентируется при создании учебных групп на нейронные сети, причём отдельные учащиеся рассматриваются метафорически как нейроны. В нейронный группах можно говорить об учебном процессе тогда, если выявляются стабильные нейронные соединения. Это предполагает, что отдельные нейроны интенсивно и надолго объединяются. Поэтому «Учение через обучение» делает упор на конструирование коммуникативных умений у учащихся и требует от них открытости, дружелюбия, концентрации. Мыслью процесса является скорость и объединение в сеть. Наряду с этим поощряется демократическое поведение. Продуктивное применение метода «Учение через обучение» требует от учителей компетенций, которые должны быть сообщены в высших учебных заведениях.

### Учителя как конструкторы нейронных сетей
- Так как класс структурирован как нейроновая сеть (размещение полукругом или в круге в качестве предпосылки) и коммуникация между учащимися становится интенсивнее, то учитель должен привыкнуть к тому, чтобы из каждого сообщения сразу же распознавать основное высказывание и соотносить его с другими сообщениями. Он становится организатором коллективного размышления и должен осторожно направлять мыслительные потоки к цели, не вмешиваясь слишком часто. Он не должен упускать из виду содержание, вмешиваясь прежде всего в сам процесс, чтобы коммуникация между учащимися (нейронами) происходила непрерывно. Более того способность к коммуникации становится основным качеством учащихся — многие исследователи видят в этом предпосылку к Кондратьеву.
- Как организатор коллективного самоанализа должен учитель заботиться о том, он вёл к одной цели, а именно к приёму нового материала всему классу. В начале урока царит ещё содержательная неопределённость (никакой линейности) и в классе должна возникнуть шаг за шагом путём совместной работы ясность (линейность на основании опыта). Подготовкой к профессии учителя была бы в этом смысле деятельность в качестве модератора форумов, где из хаотично поступающей информации конструируются знания. В качестве цели преобразования класса в нейроновую сеть должна быть комплексная структура, которая была бы способна к самоорганизации.

### Смена парадигм к обществу знаний
Выделяется параллель между процессом конструирования знаний на уроке по методу «Учение через обучение» и способом действия интернет-энциклопедии. Тот факт, что знание на уроке по методу «Учение через обучение» презентируется учащимися, которые не имеют статуса экспертов, возбуждает внимание одноклассников. Таким образом все участники в классе призываются работать над улучшением ещё незавершенного знания. Похоже происходит с интернет-энциклопедией: пользователь готов только потому критически работать совместно над текстами, потому что они изначально не признают преимущество в знании авторов. Только через научное равноправие всех пользователей становится возможным, что имеющееся знание-также дилетантские знания-занесено в энциклопедию. Эта новая форма конструирования знания начинает переход от науки экспертов, которые накапливают свои письменно зафиксированные знания и сообщают их учащимся, к обществу, в котором все равноправно участвуют в коллективном конструировании знаний.

### Конкретные шаги: ориентация на ресурсы-класс как сеть нейронов
| фазы урока | ожидаемое поведение учащихся | поведение учителя |
| --- | --- | --- |
| общее обсуждение урока | Учащиеся сидят в кругу. Каждый учащийся внимательно слушает своих одноклассников и задает вопросы, если для него что-либо непонятно. | Учитель обеспечивает абсолютную концентрацию на высказываниях учащихся, заботится о том, чтобы каждый учащийся мог свободно высказать свои мысли, а класс реагировал бы на его высказывания.               |
| начало урока: сбор информации в ходе совместной работы: например, «Дон Жуан Мольера».                                                               | Ориентация на ресурсы: учащиеся, которые ведут урок, коротко представляют новую тему и мотивируют одноклассников к сбору информации в ходе совместной работы, что они уже знают по этой теме (например, о Доне Джованни Моцарта).                                                                                                   | Учитель следит за тем, чтобы учащиеся обменивались своими мыслями. |
| первое углубление: сбор информации в пленуме. | Под руководством учащихся, которые ведут урок, между учащимися происходит интерактивное взаимодействие (учащиеся сидят в кругу), пока не будут заданы и объяснены все вопросы, связанные с темой (учащиеся взаимодействуют как нейроны в нейроновых сетях и в ходе такого взаимодействия возникают мысли и новые решения проблемы). | Учитель следит за тем, чтобы каждый учащийся мог вмешиваться, спрашивать, если что-либо непонятно, это должно быть объяснено с помощью интерактивного взаимодействия (пока не будет достигнуто понимание). |
| введение нового материала в пленуме (комизм Мольера на примере Дон Жуана).                                                                          | Учащиеся, ведущие занятие, вводят малыми порциями новый материал в пленум (например, соответствующие сцены из Дон Жуана) и вопросами постоянно удостоверяются, что все понятно для остальных. | Учитель наблюдает за коммуникацией и вмешивается, если возникают неясности. Он постоянно требует разъяснения непонятной информации или непонятных высказываний.                                            |
| второе углубление: инсценировка отдельных сцен. | Под руководством учащихся, ведущих занятие, тренируются наиболее важные сцены (например, как Дон Жуан соблазняет девушку-крестьянку). | Учитель подает новые идеи, следит за тем, чтобы сцены были разыграны привлекательно, а остальные учащиеся должны внимательно следить за ними.                                                              |
| третье углубление: письменное домашнее сочинение (задания по тексту, интерпретация отдельных сцен, например, разногласия Дон Жуана со своим отцом). | Все учащиеся усердно работают дома. | Учитель собирает домашнее задание и исправляет его. |